# هايدن فوكس
هايدن فوكس (بالإنجليزية: Hayden Foxe)‏ (مواليد 23 يونيو 1977) هو لاعب كرة قدم. يلعب مع منتخب أستراليا لكرة القدم منذ عام 1998.

## وصلات خارجية
- هايدن فوكس على موقع الاتحاد الدولي (مؤرشف)  (الإنجليزية)
- هايدن فوكس على موقع رابطة كرة القدم اليابانية للمحترفين (اليابانية)
- هايدن فوكس على موقع قاعدة بيانات كرة القدم.إي يو (الإنجليزية)
- هايدن فوكس على موقع بيانات كرة القدم. دي إي (الألمانية)
- هايدن فوكس على موقع ناشيونال فوتبول تيمز (الإنجليزية)
- هايدن فوكس على موقع Soccerbase.com (لاعب) (الإنجليزية)
- هايدن فوكس على موقع Soccerway.com (الإنجليزية)
- هايدن فوكس على موقع عالم كرة القدم.نت (الإنجليزية)
- هايدن فوكس على موقع أوليمبيديا (الإنجليزية)
- هايدن فوكس على موقع اللجنة الأولمبية الأسترالية (الإنجليزية)
- National Football Teams